# Cyclophora circulifera
Cyclophora circulifera là một loài bướm đêm trong họ Geometridae.